# Sankaku-ji

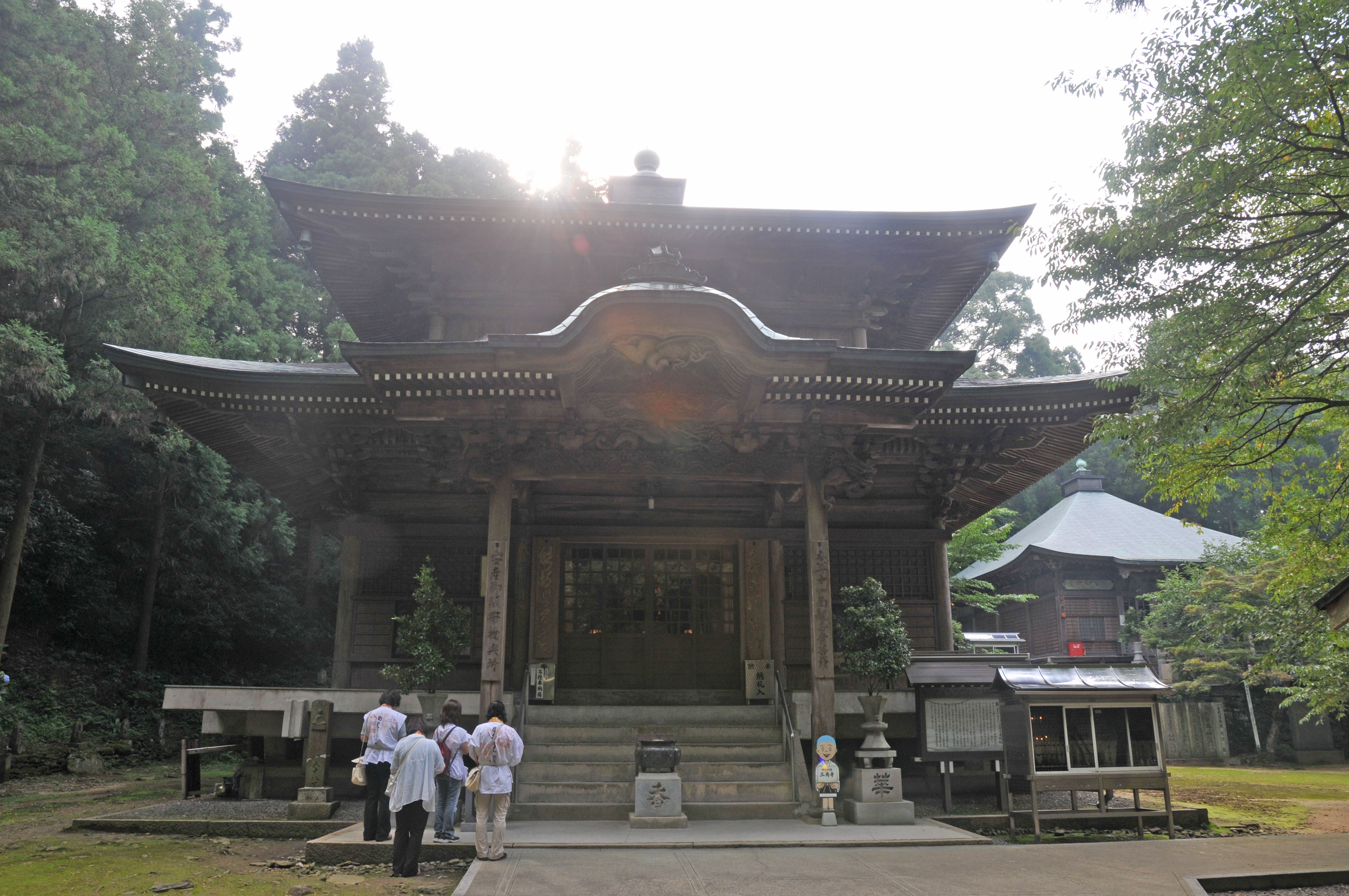
Hall principal

Le Sankaku-ji (japonais : 三角寺) avec le Go Yureizan (由 霊 山) et Jisonin (慈尊 院) est un temple de la branche Kōyasan (高 野山 派) de la direction Shingon du bouddhisme dans la ville de Shikokuchūō (préfecture d'Ehime). Il est situé à flanc de montagne à environ 350 m de hauteur et est dans le compte traditionnel le 65e temple de pèlerinage de Shikoku.

## Histoire
Le temple a été créé à la demande de l'empereur Shōmu (701-756) par le prêtre Gyōki, qui voulait répandre la direction Jōdo du bouddhisme. En 815, le prêtre Kūkai visite le temple et lui fait un Kannon à onze faces. Il a également sculpté une figure de Fudō Myōō et construit une base triangulaire pour la cérémonie de Goma. Sur ce, il aurait effectué la cérémonie secrète de Goma pour la soumission des ennemis et des démons (降伏 護 摩 の 秘宝, Gōbuku-Goma no hihō) pendant 21 jours. La base triangulaire de l'étang de Sankaku a été préservée, elle a donné son nom au temple. L'empereur Saga a également promu le temple pour faire don d'une plus grande superficie, de sorte qu'il a prospéré sous le nom de « sept bâtiments » (七 堂 伽藍, Shichidō Garan).
À la fin du XVIe siècle, le temple est détruit par les troupes de Chōsokabe Motochika. L'installation actuelle date de 1849. En 1971, le temple est entièrement restauré.
En 2015, le Sankaku-ji est désigné Japan Heritage avec les 87 autres temples du pèlerinage de Shikoku.

## Trésors
La principale figure du culte est un Kannon à onze visages de la période Heian. Inscrite comme bien culturel de la préfecture, la statue mesure environ 168 cm de haut et est réalisée d'une seule pièce en bois Hinoki. Elle n'est montrée publiquement qu'au début du cycle de 60 ans, la dernière fois étant en 1984. 
La statue en bronze de Jizō (延命 地 蔵 菩薩, Emmei Jizō bosatsu) date de 1977 et est haute de sept mètres.

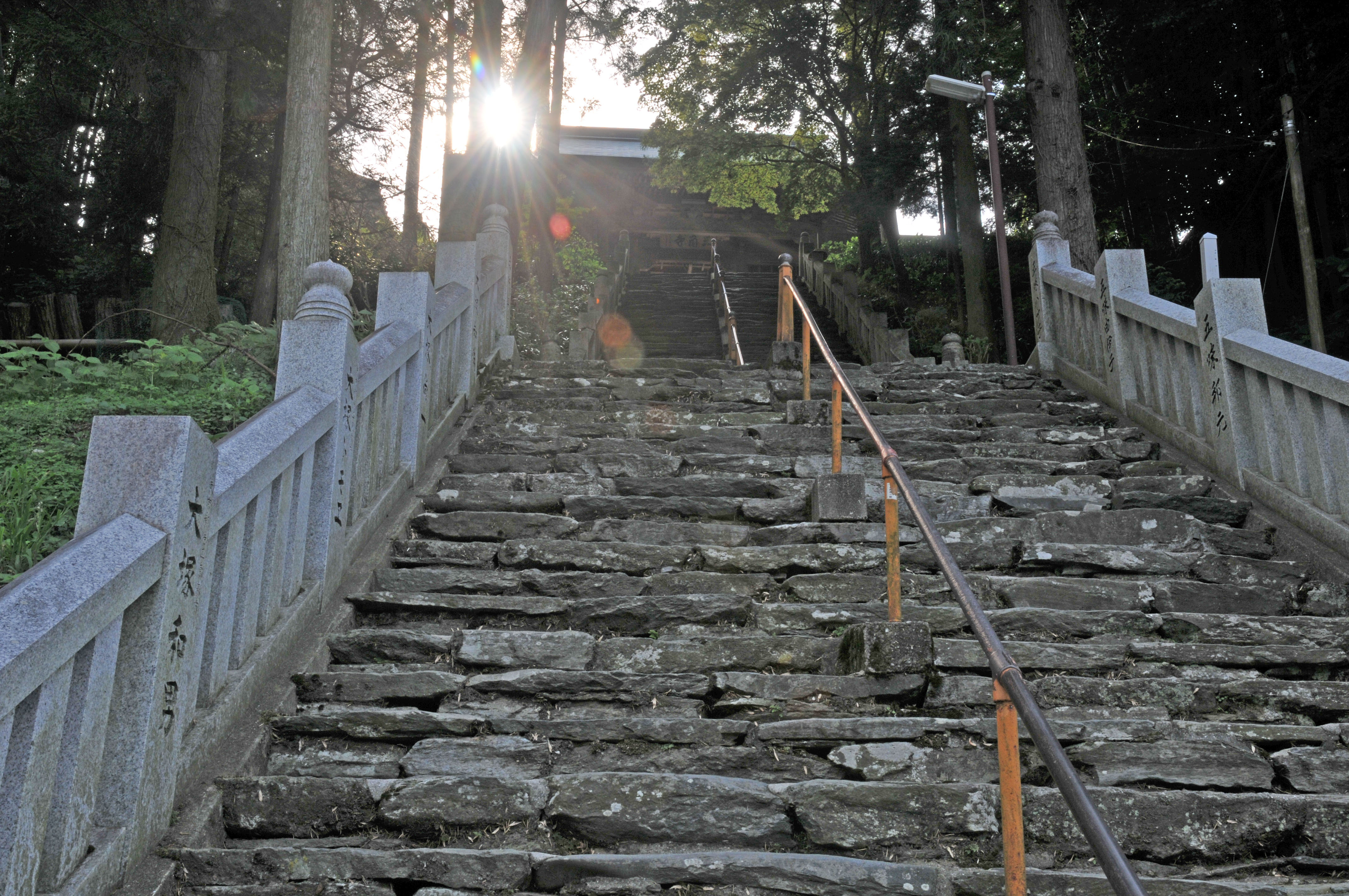
L'escalier.
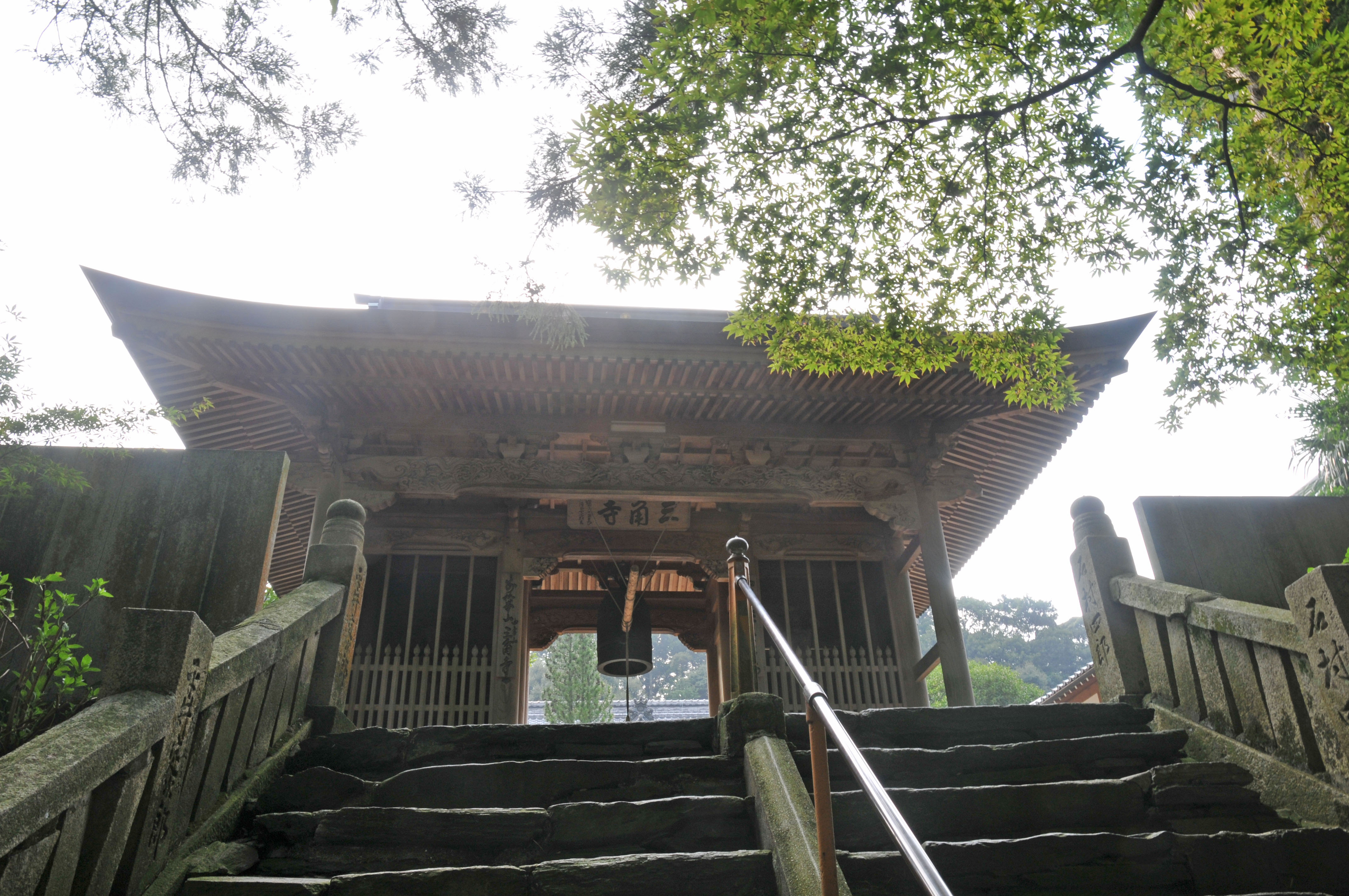
La porte des cloches
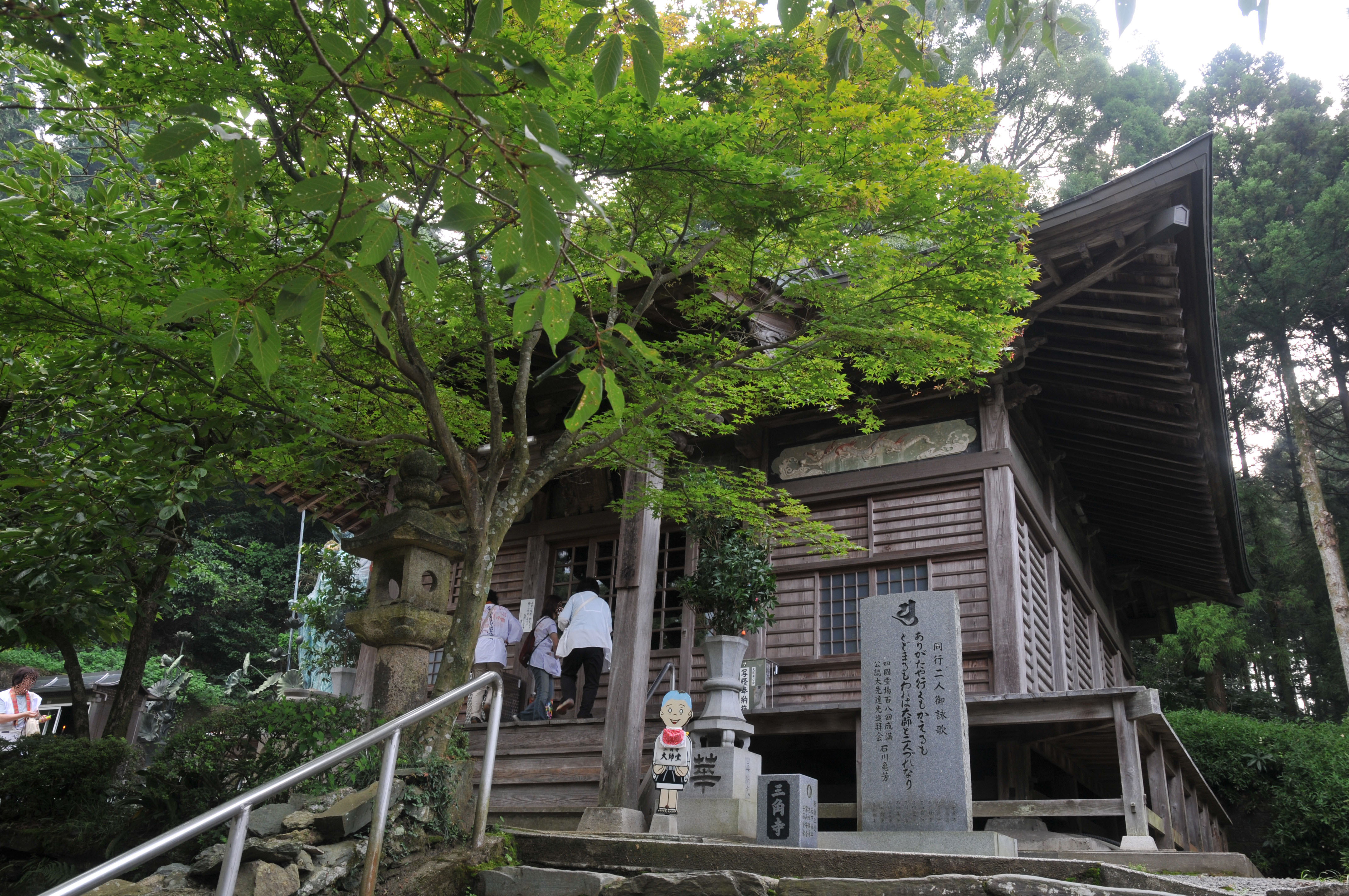
Le Daishidō.
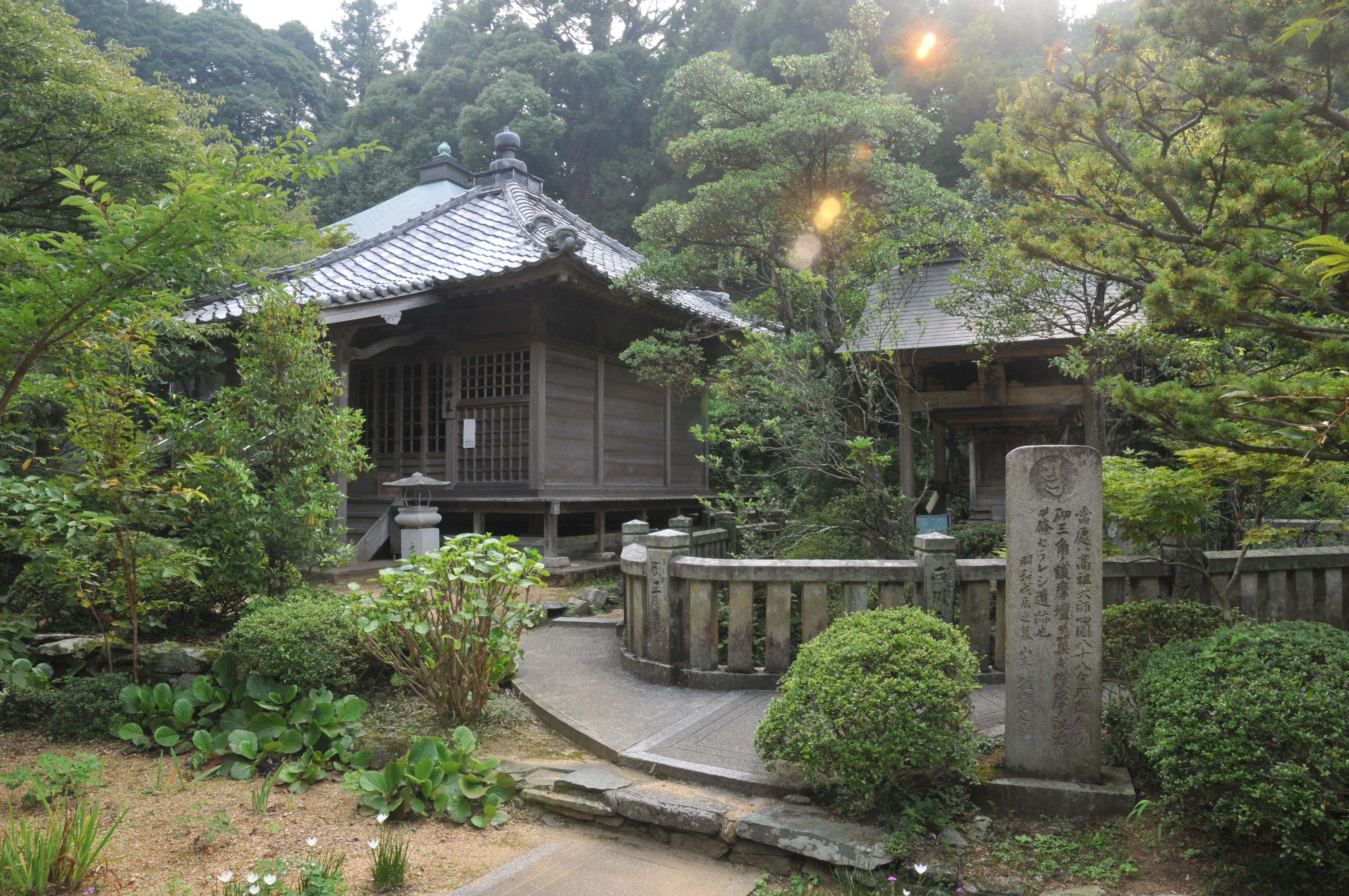
Le Yakushidō (à g.) et le Sankaku-ike (à dr.).
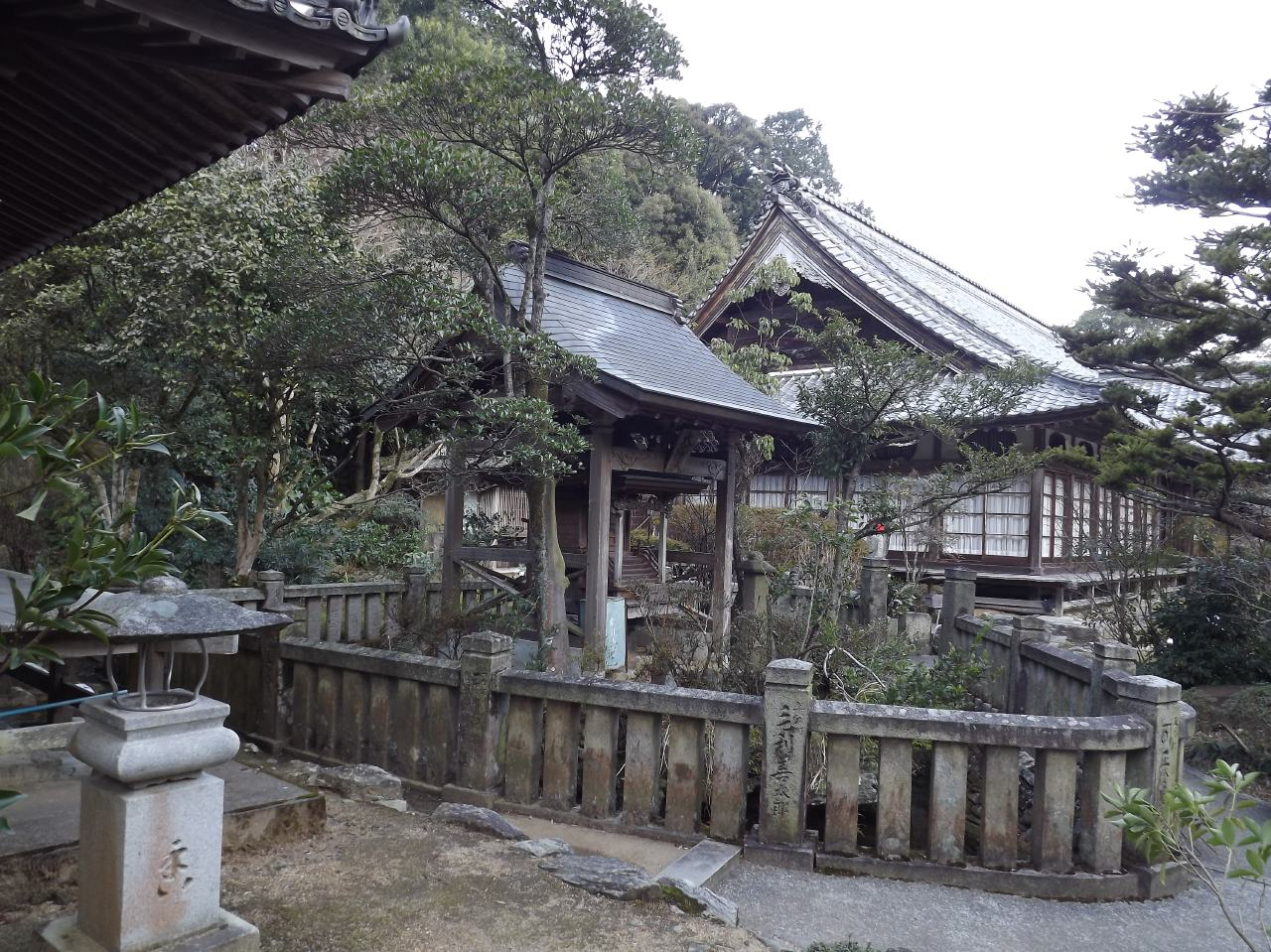
Le Sankaku-ike et le Bentendō.
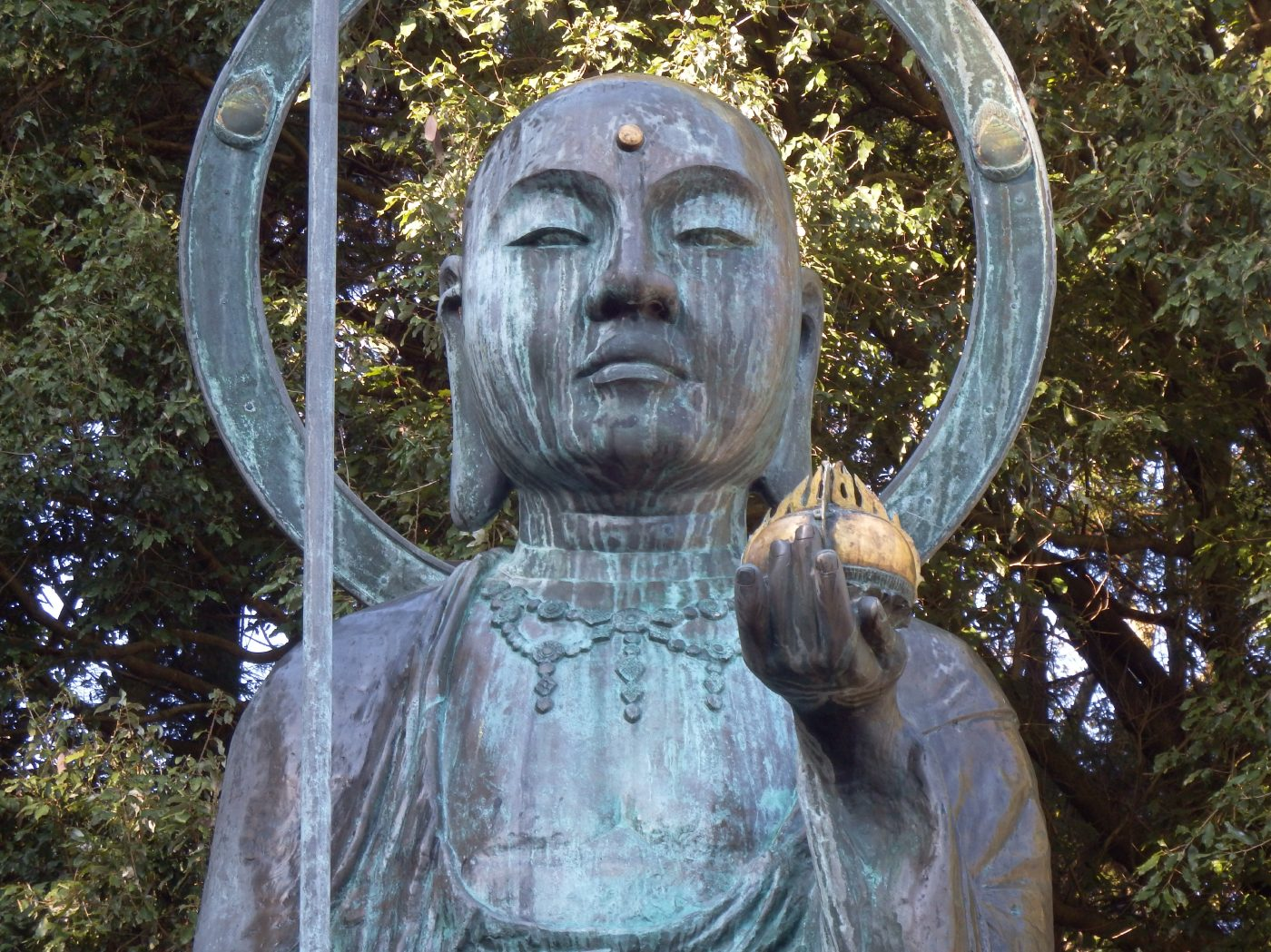
Le Emmei Jizō.

## Littérature
- Ehime-ken kotogakko chireki komin bukai rekishi bukai (éd. ): Sankaku-ji, dans : Ehime-ken no rekishi sampo. Yamakawa Shuppan, 2008.  (ISBN 978-4-634-24638-6), page 139.
- Oguri, Doei: Kukai. Shikoku hachijuhachi kosho no arukikata. Chukei no Bunko, 2011   (ISBN 978-4-8061-4067-2).